# میبل پاینز
میبل پاینز (به انگلیسی: Mabel Pines) یک شخصیت داستانی و یکی از شخصیت‌های اصلی سری انیمیشن آبشار جاذبه، از شبکهٔ دیزنی است.

## مرور کلی
میبل یک دختر  پرتکاپوی  ۱۲ ساله است (در سریال پایانی ۱۳ ساله) که به همراه دیپر (برادرش)، برای گذارندن تعطیلات تابستانی خود به شمال غربی کالیفرنیا که محل زندگی عموی آن‌ها استن است، می‌روند. آن‌ها به این مکان که به آبشارهای جاذبه معروف است سفر کرده و ماجراهای جالبی را می‌سازند. میبل یک خوک به نام وادلز دارد که او را در قسمت "The Time Traveler's Pig" برنده شده است میبل اغلب در کمک به برادرش در حل اسرار آبشار جاذبه نقش مهمی دارد و در هر سه جنگی که دوقلوها علیه شخصیت خبیث اصلی، یعنی بیل سایفر داشته اند بوده است. همچنین دیپر می‌گوید بدون کمک میبل شانسی برای شکست دادن بیل سایفر ندارد.
شخصیت میبل از خواهر دوقلوی الکس هیرش (نویسنده و سازنده آبشار جاذبه)، آریل هیرش، الهام گرفته شده‌است. او واقعا در زندگی واقعی سوییشرت های رنگی خاص میپوشید و هر هفته به یک شخص مسخره و عجیب علاقمند ( کراش ) میشد. همچنین در این انیمیشن یک خوک به عنوان حیوان خانگی میبل دیده می‌شود؛ همان گونه که خواهر هیرش در دنیای واقعی آرزوی داشتنش را داشت.